# 그라비어 윤전기

다이어그램

그라비어 윤전기(gravure 輪轉機)는 구리로 도금한 판동과 표면이 미세한 다수의 오목한 바둑판 모양 화선에 휘발성의 그라비아 잉크를 채워 강판제의 닥터로 여분의 잉크를 닦아내고 고무를 감은 압동과의 사이에 종이를 끼워서 강압을 가해 인쇄하는 기계이다. 주간지나 신문 등의 컬러 페이지 인쇄에 쓰이며, 종이 이외의 피인쇄체에 인쇄하는 특수인쇄를 그라비아 인쇄라고 통칭하기도 한다. 출판용 다색 그라비아 윤전기는 앞뒤(안팎) 4색 등으로 많은 유닛을 연이어 놓은 대형의 기계이다. 그 밖에 셀로판용, 건재용의 그라비아 윤전기가 있다. 후자는 화장합판 등에 붙이는 함침지에 나뭇결 등을 인쇄하는 것이다. 이 밖에 철판 윤전식의 플렉소 인쇄기(플라스틱 필름 용), 폼 인쇄기(복사 전표용), 두루마리 종이를 사용하는 오프셋 윤전기(교과서나 잡지) 등이 많이 쓰인다.

## 같이 보기
- 그라비아